# Katarzyna Pawlikowska
Katarzyna Anna Pawlikowska (ur. 23 grudnia 1967) − polska autorka książek i publikacji na temat komunikacji marketingowej kobiet, a także badań dotyczących ich społecznych oraz konsumenckich zachowań. Współzałożycielka pierwszej w Polsce agencji PR skierowanej do kobiet. Mówczyni motywacyjna i wykładowczyni akademicka. Jedyna Polka prelegentka na konferencji Marketing to Women w Nowym Jorku.

## Kariera zawodowa
Od 1998 roku była związana z branżą kosmetyczną. W latach 2002–2005 pełniła funkcję Dyrektora do spraw marketingu Nu Skin Enterprises. W 2005 roku została dyrektorem do spraw marketingu strategicznego Grupy Kolastyna, a od 2006 roku zajmowała stanowisko Account Director w agencji Partner of Promotion. Jesienią  2007 założyła Garden of Words - pierwszą w Polsce agencję specjalizującą się w komunikacji marketingowej uwzględniającej kobiece kody komunikacji.

## Pozostała działalność
Wykładała na Podyplomowym Studium Public Relations i Komunikacji Strategicznej. Jest mówczynią motywacyjną prowadząca spotkania z zakresu budowania marki i komunikacji medialnej oraz świata komunikacji i zachowań społecznych kobiet. Inicjatorka i współautorka ogólnopolskiego badania kobiet i segmentacji psychograficznej konsumentek „Polki same o sobie" oraz psychografii Polek i Polaków 2018, a także badań dotyczących macierzyństwa. Jako pierwsza Polka była konsultantką i członkinią zarządu merytorycznego światowego kongresu Marketing to Women 2016 w Nowym Yorku. Jurorka w polskich i międzynarodowych konkursach branżowych takich jak Stevie Awards, czy Sukces Pisany Szminką. Prelegentka kongresu Marketing to Moms w Nowym Jorku. Od września 2018 prowadziła cykl "Kobiece DNA" w śniadaniowym programie Dzień Dobry TVN.

## Wybrane publikacje
- Maison, D. i Pawlikowska, K. (2015). Polki. Spełnione profesjonalistki, Rodzinne Panie Domu czy Obywatelki Świata, Wydawnictwo Uniwersytetu Warszawskiego.
- Pawlikowska, K. (2016). Nowa Matka Polka
- Pawlikowska, K. i Poleszak, M. (2018). Czujesz? czyli o komunikacji marketingowej i sprzedaży skierowanej do kobiet Wstęp do gender marketingu, Warszawa: CeDeWu.
- Pawlikowska, K. (2018). YEStem kobietą, Warszawa: Edipresse.

## Wyróżnienia
- 35. miejsce w rankingu 50 Najbardziej Kreatywnych Ludzi w Biznesie (Brief 2017)[18].
- Bizneswoman Roku 2008 - Sukces Pisany Szminką[19].